# محمدتقی پسیان
محمدتقی پسیان (۱۲۷۰ – ۱۱ مهر ۱۳۰۰ – تبریز) معروف به کلنل محمدتقی‌خان پسیان از نظامیان اواخر دورهٔ قاجار بود. او در سال ۱۳۰۰ پس از شورش علیه دولت مرکزی به نخست‌وزیری احمد قوام‌السلطنه، در جریان درگیری با عشایر کرد کرمانج  در قوچان کشته شد.

## کودکی
محمدتقی پسیان در سال ۱۲۷۰ خورشیدی (مصادف با ۱۳۰۹ هجری قمری و ۱۸۹۲ میلادی) در شهر تبریز، زاده شد. نام پدرش محمدباقر خان پسیان و نام مادرش فاطمه‌سلطان بود. بعد از شکست ایران در جنگ ایران و روسیه (۱۸۲۸–۱۸۲۶) و الحاق بخش‌هایی از خاک ایران به امپراتوری روسیه، رستم‌بیگ جد خاندان پسیان از قفقاز به ایران مهاجرت کرده بود.
محمدتقی در یکی از مدارس مدرنی که در اواخر قرن نوزدهم در تبریز تأسیس شده بود تحصیل کرد. خانوادهٔ او هم مانند بسیاری از مهاجران قفقازی، سنت‌های نظامی قوی داشتند و او هم در ۱۵ سالگی به مدرسهٔ نظام تهران رفت.
پس از تأسیس ژاندارمری در سال ۱۲۹۱، به محمدتقی پیشنهاد شد که وارد خدمت ژاندارمری شود و او پذیرفت. او طی دو سال به درجهٔ سرگردی و فرماندهی ژاندارمری همدان رسید.

## جنگ جهانی اول و اقامت در آلمان
ایران از آغاز جنگ جهانی اول بی‌طرفی خود را اعلام کرده بود اما باز هم خاک ایران عرصهٔ نبرد قدرت‌های بزرگ و نیروهای سیاسی داخلی شد. در سال ۱۲۹۴، وقتی نیروهای سیاسی ملی‌گرا تهران را ترک کردند تا به دور از نفوذ انگلیس و روسیه، دولت مستقلی در غرب ایران تشکیل بدهند، افسران ژاندارمری نیز چند کودتا در شهرهای بزرگ جنوب و غرب ایران ترتیب دادند: محمدتقی پسیان کنترل همدان را به دست گرفت و پسرعموهایش، علیقلی و غلامرضا پسیان، کنترل شیراز را به دست گرفتند.
پس از شکست جنبش ملی‌گرایان، شیراز به دست عشایری افتاد که انگلیس از آنها پشتیبانی می‌کرد. هردو پسرعموی پسیان خودکشی کردند و پسیان هم به آلمان رفت. او تحصیلات نظامی خود را در شهر برلین، ابتدا در نیروی هوایی و سپس در پیاده‌نظام ارتش آلمان، ادامه داد و موفق شد نشان صلیب آهنین را کسب کند.
پسیان همچنین به فعالیت‌های ادبی و فرهنگی می‌پرداخت و در این دوره علاوه بر کتاب خاطراتش با عنوان سرگذشت یک جوان وطن‌دوست، کتاب دیگری با عنوان جنگ مقدس از بغداد تا ایران را نوشت که شرح تجربه‌های او در غرب ایران بود. او همچنین به حلقهٔ مهاجران یعنی کمیته میلیون ایرانی در برلین پیوست که سیدحسن تقی‌زاده رهبری آن را برعهده داشت و مجله کاوه را منتشر می‌کرد و پسیان هم گاهی در این مجله مقاله می‌نوشت.

## بازگشت به ایران و خدمت در خراسان
در سال ۱۲۹۹، پسیان در سن ۲۸ سالگی و با دیدگاهی که طی سالیان جنگ کاملاً نسبت به مسائل نظامی، سیاسی و شخصی متحول شده بود، به ایران بازگشت. او فعالیت نظامی خود را در ژاندارمری ادامه داد، به درجهٔ کلنل (سرهنگ) رسید و در دولت مشیرالدوله به فرماندهی ژاندارمری خراسان منصوب شد.

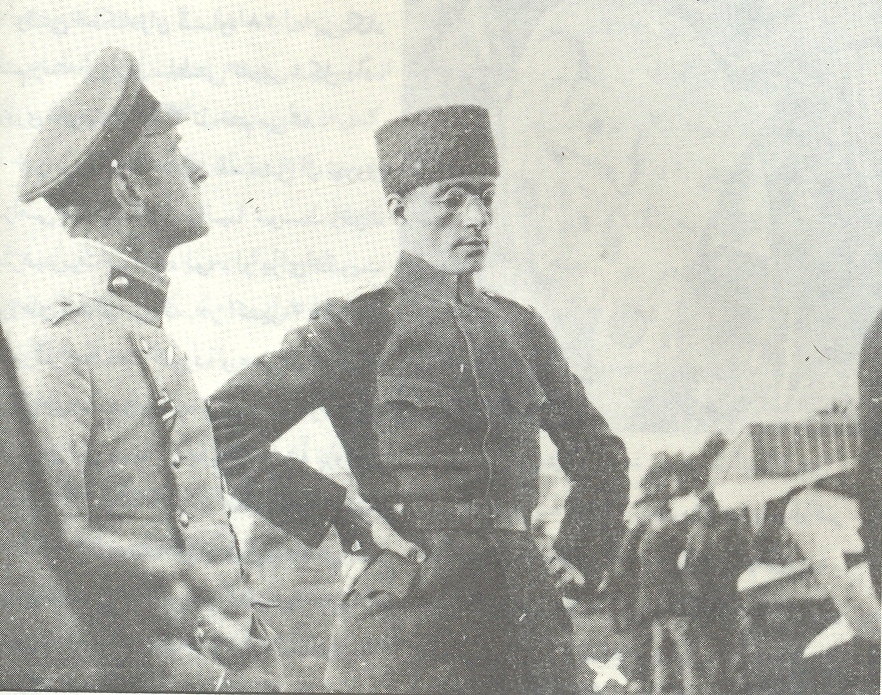
سال ۱۲۹۴

دو سال پیش از آن، نخست‌وزیر وقت یعنی حسن وثوق‌الدوله، در جریان تلاش‌های دولت برای به‌دست‌گرفتن کنترل و غلبه بر آشوب و شورش‌های زمان جنگ، یک واحد ژاندارمری جدید در شهر مشهد تأسیس کرده بود. وثوق‌الدوله برادرش احمد قوام‌السلطنه را نیز به عنوان والی کل خراسان منصوب کرده بود. مشهد در دوران انقلاب مشروطه عرصهٔ مبارزه و درگیری‌های سیاسی شدید بود. استان خراسان هم با امپراتوری روسیه که درگیر جنگ داخلی بود مرز مشترک داشت و کماکان از ناامنی نظامی و عدم‌ثبات سیاسی رنج می‌برد و وضعیت اقتصادی بسیار نابسامانی داشت.
پسیان در سال ۱۲۹۹ قدم به مشهد گذاشت اما متوجه شد که قدرت ژاندارمری در حال نابودی است و بین قوام‌السلطنه و مدیر بلژیکی خزانهٔ خراسان، مُسیو دوبوا، کشمکش مالی مداوم و تلخی در جریان است به نحوی که نیروهای ژاندارمری مشهد ماه‌ها بود که حقوق نگرفته بودند. پسیان به حمایت از دوبوا، قوام‌السلطنه را مقصر بحران اقتصادی در خراسان دانست و علناً او را به اختلاس وجوه دولتی متهم کرد. از آن به بعد، دشمنی جدی میان پسیان و قوام‌السلطنه ایجاد شد که در روند درگیری‌های سیاسی این منطقه سهم بسزایی داشت.

## کودتای ۳ اسفند ۱۲۹۹
شرایط حساس مشهد در دل بحرانی ملی قرار داشت که با وقوع کودتای ۳ اسفند ۱۲۹۹ به‌دست سیدضیاءالدین طباطبایی و رضا شاه به نقطهٔ اوج خود رسید. رهبران کودتا بلافاصله شروع به بازداشت گستردهٔ چهره‌های آریستوکرات و مقامات ارشد اداری در پایتخت کردند. قصد آنها این بود که منابع موردنیاز برای بازسازی کشور را با اخذ مالیات عقب‌افتاده از این افراد، تأمین کنند.
در پی وقوع کودتا در پایتخت، افسران ژاندارم در چند شهر کشور کنترل را به دست گرفتند. در ۱۳ فروردین ۱۳۰۰، کلنل پسیان بنا به دستور دولت جدید، کنترل مشهد را در دست گرفت و یک روز از سوی سیدضیاء به‌عنوان فرماندار نظامی کل خراسان منصوب شد. پسیان فوراً دشمنش قوام‌السلطنه را دستگیر کرد و او را تحت‌الحفظ به تهران فرستاد و قوام آنجا به حبس افتاد. پسیان سپس تعداد زیادی از چهره‌های ذی‌نفوذ شهر مشهد را بازداشت نمود که ظاهراً الگوبرداری از اقدامات رهبران کودتا در تهران بود.
پسیان فوراً شروع به تثبیت جایگاه خود در خراسان کرد. او ژاندارمری را با کمک مسیو دوبوا توسعه داد و یک کمیسیون مالی برای رسیدگی به وضعیت مالیاتی چهره‌های برجستهٔ منطقه برپا کرد. این کمیسیون، میزان مالیات معوقهٔ قوام‌السلطنه را بسیار بالا ارزیابی کرد. پس از آن، پسیان گام بعدی را برداشت و در اقدامی بی‌پروا، همراه با متحد دیگرش یعنی متولی‌باشی حرم امام رضا در مشهد، دست به بازداشت مقامات ارشد حرم رضوی زد و آنها را به اختلاس سازمان‌یافته از درآمدهای حرم متهم کرد. طی دو ماه بعد، پسیان اصلاحات جزئی دیگری در ساختار اداری استان انجام داد. نشانه‌های مقاومت در برابر مالیات‌بگیران کم‌کم داشت مشهود می‌شد، به‌خصوص در مناطق روستایی.

## نخست‌وزیری قوام‌السلطنه و تضعیف پسیان
سقوط زودهنگام و تبعید سیدضیاء در خرداد ۱۳۰۰، رژیم ژاندارمری مشهد را با بحران روبه‌رو کرد. تمامی افرادی که پس از کودتا در تهران دستگیر شده بودند آزاد شدند از جمله قوام‌السلطنه که از زندان بیرون آمد و فوراً نخست‌وزیر جدید کشور شد. امور استحفاظی و انتظامی پایتخت و حومه نیز به رضاخان سردارسپه سپرده شد.

پسیان که از نجات و ترقی قوام‌السلطنه به هراس افتاده بود فوراً به فکر مقاومت مسلحانه افتاد. هرچند نفرت متقابل میان پسیان و قوام السلطنه شدید بود، اما در این برهه دولت با وضعی به‌شدت نابسامان و آشفته در سراسر کشور مواجه بود و به همین خاطر فعلاً دست به مخالفت علنی با پسیان نزد. در ۱۲ خرداد ۱۳۰۰، دولت به پسیان اطلاع داد که میرزا صدر ملقب به نجدالسلطنه، یکی از چهره‌های سرشناس محلی، قرار است والی کل خراسان بشود و پسیان هم باید در مقام فرماندهی نیروهای نظامی خراسان باقی بماند.

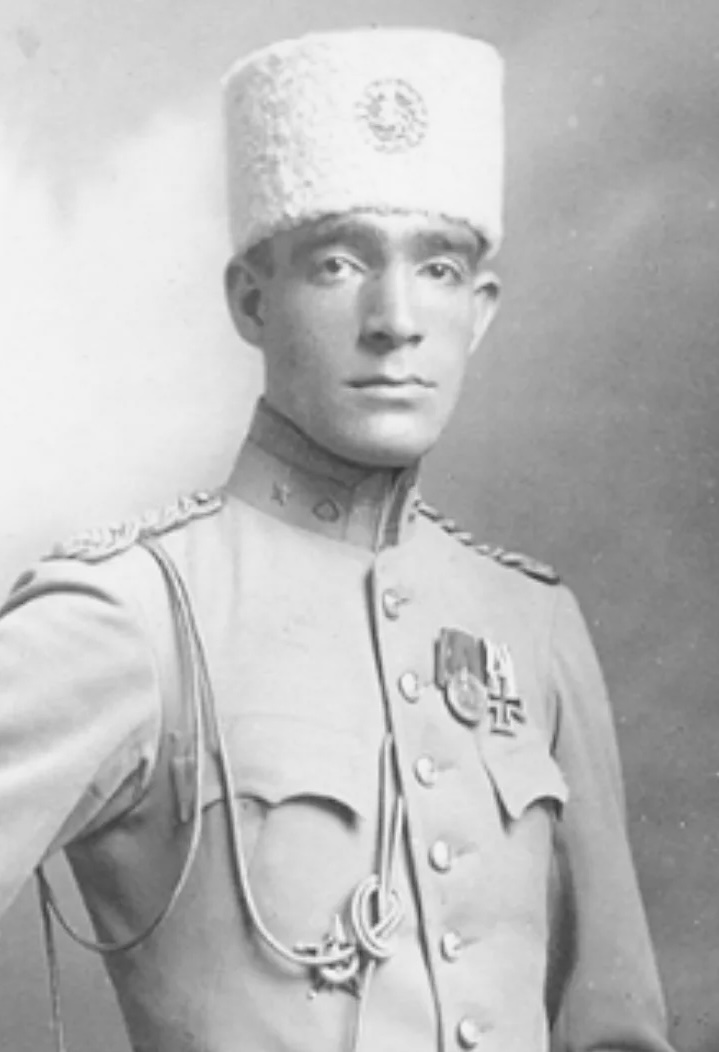

موقتاً در مشهد صلح برقرار شد اما دولت قوام‌السلطنه راضی به این وضع نبود. در تیرماه ۱۳۰۰، تلاش دولت برای تشویق عشایر به مقاومت علیه پسیان، و به‌ویژه علیه مالیات‌بگیران مسیو دوبوا، بیش از پیش علنی می‌شد. تنش‌ها در مشهد بالا گرفت و نجدالسلطنه که عملاً نمی‌توانست کاری از پیش ببرد استعفا داد و کلنل پسیان کنترل کامل امور در مشهد را به دست گرفت.
دولت قوام‌السطنه همچنان به تحریک و شوراندن خان‌های عشایر خراسان علیه پسیان ادامه می‌داد. در این دوره، نجف‌قلی‌خان صمصام‌السلطنه به عنوان والی کل خراسان منصوب شد که باعث نارضایتی شد اما دولت مرکزی ترتیبی داد که هیئتی از افسران ارشد ژاندارم میانجی‌گری کنند. اما وضعیت به‌سرعت رو به دوقطبی‌شدن می‌رفت. بالا گرفتن درگیری عشایر در شرق خراسان، و تشویق و تحریک مداوم خان‌ها و دیگر رهبران محلی از سوی تهران، باعث شد طرفداران پسیان در عقیدهٔ خود راسخ‌تر شوند. پسیان همچنین با مسئله شکل‌گیری اپوزیسیون عشایر در شمال خراسان مواجه بود، به خصوص از جانب سردار معزز بجنوردی و عشایر کرد و ترکمن پیرو او.
پسیان در این مقطع دست به چندین اقدام زد تا حمایت و محبوبیت محلی خود را تقویت کند. او به‌جای رودررویی با ساختار قدرت حرم رضوی، تلاش کرد نظر روحانیون را جلب کند، دستور داد قیمت نان را کم کنند، در مشهد و مناطق روستایی شروع به تبلیغات کرد، و وفاداری افسران و کارمندان ژاندارمری را به‌شدت تشویق می‌کرد. هواداران او که هرروز رادیکال‌تر از روز قبل می‌شدند، در قالب جامعه‌ای به نام کمیتهٔ ملی خراسان سازمان‌دهی یافتند و حیات سیاسی مشهد را در دست گرفتند. برای جمع‌کردن پول، تفریحات عصرگاهی و جلسات عمومی در شهر برپا می‌شد و ستارهٔ این برنامه‌ها عارف قزوینی شاعر بود. فضای شهر مشهد به‌شدت ضد انگلیسی شده بود زیرا باور عمومی بر این بود که انگلیسی‌ها از نفوذ خود در میان عشایر استفاده می‌کنند تا با همدستی دولت، کلنل پسیان را براندازند.

در اواخر تابستان ۱۳۰۰، مشهد همچنان تحت کنترل رژیم ژاندارمری بود اما منابع مالی به شدت کم بود، جمع‌آوری مالیات شدیدتر شده بود، تعداد فراری‌های ژاندارمری رو به افزایش بود و پسیان هم مدام درگیر عملیات علیه نیروهای عشایر در شرق خراسان بود. روستاهای خراسان مالامال از نارضایتی بود و رژیم ژاندارمری مشهد به‌شدت تحت فشار قرار گرفته بود و در مقابله با چالش عشایر کم‌کم دچار مشکل شد.

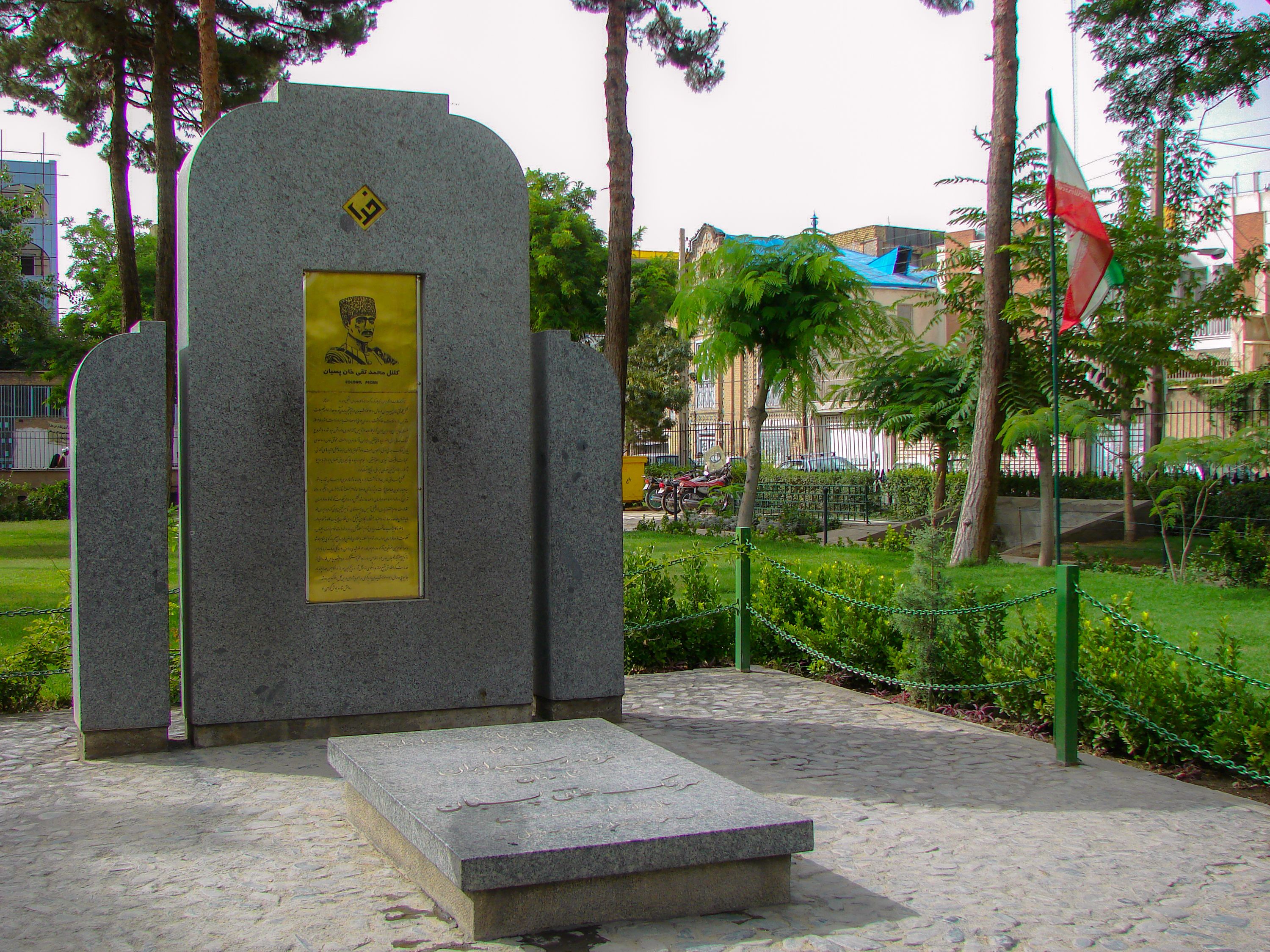
آرامگاه محمدتقی پسیان در باغ آرامگاه نادرشاه افشار

## سقوط و مرگ پسیان
ضربهٔ نهایی هنگامی وارد شد که شورش کردها در شمال مشهد، در حوالی بجنورد، شیروان و قوچان، در اوایل پاییز ۱۳۰۰ بالا گرفت. این شورش که به رهبری سردار معزز بجنوردی و خداوردی سردار معروف به خدو سردار دیگر خان‌های کرد و تحت اوامر مستقیم قوام‌السلطنه انجام شد، سرانجام سقوط رژیم ژاندارمری کلنل پسیان را رقم زد. پسیان، با نیرویی کوچک به سوی مواضع کردها پیشروی کرد اما در جریان درگیری او و نیرو هایش با سردار محمد علی خان مجرد ورگ ،سردار شیروانی ، و افرادش ؛ در ۱۱ مهر ۱۳۰۰ (مصادف با ۳ اکتبر ۱۹۲۱ و ۳۰ محرم ۱۳۴۰) به ضرب گلوله سردار محمد علی خان کشته شد. مرگ پسیان منجر به فروپاشی رژیم ژاندارمری در مشهد شد اما شهر مشهد و استان خراسان بسیار کند و به دشواری تحت کنترل تهران درآمد.
مرگ کلنل پسیان همچنین راه را برای ادغام ژاندارمری در ارتش نوساز کشور که رضاخان مشغول سازماندهی آن بود هموار کرد. به‌علاوه، حذف رقیب کاریزماتیکی مانند کلنل پسیان، کار رضاخان را برای رسیدن به رأس قوای نظامی کشور و درنهایت دست‌یابی به بالاترین قدرت سیاسی نظام مشروطه را تسهیل می‌کرد.

## آرامگاه
کلنل پسیان در کنار قبر نادرشاه افشار در مجموعهٔ باغ نادری مشهد به خاک سپرده شده‌است. سال‌های مدید بعد از ساخت آرامگاه نادر، قبر وی به صورت سنگ قبری ساده در این مجموعه وجود داشت تا اینکه در سال ۱۳۷۹ مقبره وی توسط یعقوب دانشدوست طراحی گردید و توسط سازمان میراث فرهنگی اجرا شد.

## پسیان در آثار هنری
عارف قزوینی سوگ و تأسف خود از مرگ کلنل پسیان را در تصنیفی به نام گریه کن سرود و در سال ۱۳۰۱ آن را در صحنهٔ گراندهتل اجرا کرد. خوانندگانی مانند قمرالملوک وزیری و غلامحسین بنان نیز این تصنیف را خوانده‌اند.
عارف قزوینی در وصف کلنل پسیان سروده است:
این سر که نشان سرپرستی‌ست                   امروز رها ز قید هستی‌ست
با دیده‌ی عبرتش ببینید                                کاین عاقبت وطن پرستی‌ست
ایرج میرزا که از دوستان پسیان در خراسان بود، چکامهٔ زیر را در رثای او سروده‌است.
| دلم به حال تو ای دوستدار ایران سوخت |  | که چون تو شیر نری را در این کنام کنند |
| تمام خلق خراسان به حیرت اند اندر    |  | که این مقاتله با تو را چه نام کنند    |
| به چشم مردم این مملکت نباشد آب      |  | وگرنه گریه برایت علی‌الدوام کنند       |
| مخالفین تو سرمست باده گلرنگ         |  | موافقین تو خون جگر به کام کنند        |
| نظام ما فقط از همت تو دایر بود      |  | بیا ببین که بعد تو چه با نظام کنند    |
| رسید نوبت آن کز برای خونخواهی       |  | تمام عده ژاندارمری قیام کنند          |
| دروغ و راست همه متهم شدند به جبن    |  | بهر وسیله ز خود رفع اتهام کنند        |
| مرام تو همه آزادی و عدالت بود       |  | پس از تو خود همه ترویج این مرام کنند  |
| کسان که آرزوی عزت وطن دارند         |  | پس از شهادت تو آرزوی خام کنند         |
| به جسم هیئت ژاندارمری روانی نیست    |  | وگرنه جنبشی از بهر انتقام کنند        |
| ترا سلامت از آن دشت کین نیاوردند    |  | کنون به مدفن تو رفته و سلام کنند      |
| پس از تو بر سر آن میزهای میهمانی    |  | پی سلامت هم اصطکاک جام کنند           |
| پس از تو بر سر آن اسب‌ها سوار شوند   |  | عروس وار در این کوچه‌ها خرام کنند      |
| سبیل‌ها را تا به زیر چشم تاب دهند    |  | به قد و قامت خود افتخار تام کنند      |
| خدا نخواست که این مملکت شود آباد    |  | وطن پرستان بیهوده اهتمام کنند         |
| از این سپس همه مردان مملکت باید     |  | برای زادن شبه تو فکر مام کنند         |
| سزد که هر چه به هر جا وطن‌پرست بود   |  | پس از تو تا به ابد جامه مشکفام کنند   |

کلنل محمدتقی‌خان پسیان در رمان زوال کلنل، اثر محمود دولت‌آبادی، نیز حضور دارد.